# Mongólia nos Jogos Paralímpicos de Verão de 2016
A Mongólia participou dos Jogos Paralímpicos de Verão de 2016, que foram realizados na cidade do Rio de Janeiro, no Brasil, entre os dias 7 e 18 de setembro de 2016.

## Medalhistas
| Atleta             | Esporte | Prova                 | Medalha |
| ------------------ | ------- | --------------------- | ------- |
| Uugankhuu Bolormaa | Judô    | Até 60 kg (masculino) | Bronze  |